# Guimaras
Guimaras is een provincie van de Filipijnen. Het is tevens een eiland. Het maakt deel uit van regio VI (Western Visayas) en ligt in de Panay Golf ten westen van Negros en ten zuidoosten van Panay. De hoofdstad van de provincie is de gemeente Jordan. Bij de census van 2015 telde de provincie bijna 175 duizend inwoners.

## Geschiedenis
Guimares was tot het op 22 mei 1992 onderdeel van de provincie Iloilo.

## Mensen en cultuur
De inwoners van Guimaras worden aangeduid als Ilonggo. De meeste gesproken taal is Hiligaynon, maar daarnaast komen ook Engels, Cebuano en Tagalog voor. 95% van de inwoners kan lezen en schrijven. Dit percentage ligt hoger dan in naburige provincies als Iloilo, Capiz, Antique, Aklan en Negros Occidental. Van de beroepsbevolking werkt 70% in de landbouwsector, 26% in de industrie en 30% in de dienstverlening.

## Geografie

### Topografie en landschap
De provincie Guimaras bestaat uit het eiland Guimaras en nog enkele kleine naburige eilandjes, zoals Inampulugan, Tando, Nadulao, Panobolon, Natunga, Nagarao, Naburot, en nog enkele andere. De totale oppervlakte van de provincie is 604,7 km² en het ligt vlak voor de kust van Panay aan de zuidoost kant, ten westen van het eiland Negros. 
Guimares heeft geen hoge bergen. De hoogste berg van de provincie is de 267 meter hoge Mount Dinulman.

### Bestuurlijke indeling
Guimaras bestaat uit de volgende vijf gemeenten.
- Buenavista
- Jordan
- Nueva Valencia
- San Lorenzo
- Sibunag

Deze gemeenten zijn onderverdeeld in 98 barangays.

## Demografie
Guimaras had bij de census van 2015 een inwoneraantal van 174.613 mensen. Dit waren 11.670 mensen (7,2%) meer dan bij de vorige census van 2010. Ten opzichte van de census van 2000 was het aantal inwoners gegroeid met 33.163 mensen (23,4%). De gemiddelde jaarlijkse groei in die periode kwam daarmee uit op 1,33%, hetgeen lager was dan het landelijk jaarlijks gemiddelde over deze periode (1,72%).

De bevolkingsdichtheid van Guimaras was ten tijde van de laatste census, met 174.613 inwoners op 6045,7 km², 28,9 mensen per km².

## Economie
Een belangrijke pijler van de economie van Guimaras is de landbouwsector. Veel voorkomende producten zijn: vis, vee, groenten en vruchten zoals de kokosnoot en met name de mango. Andere belangrijke bronnen van de inkomsten van Guimaras zijn de toeristen industrie, fruit verwerking, kokosnoot verwerking, de mijnbouw, limoen productie en de productie van handwerk.
Guimaras is een relatief arme provincie. Uit cijfers van het National Statistical Coordination Board (NSCB) uit het jaar 2003 blijkt dat 49,5% (14.654 mensen) onder de armoedegrens leefde. In het jaar 2000 was dit nog 28,3%. Daarmee staat Guimaras 19e op de lijst van provincies met de meeste mensen onder de armoedegrens. Van alle 79 provincies staat Guimaras 30e op de lijst van provincies met de ergste armoede.

## In het nieuws
- Op 11 augustus 2006 zonk de olietanker Solar I in slecht weer met 200.000 liter olie aan boord voor de kust van Guimaras. Een groot deel van de olie lekte weg en zorgde voor de grootste olieramp in de Filipijnse geschiedenis. 220 kilometer kustlijn werd besmeurd. Ook het Taklong Island National Marine Reserve, een belangrijk natuurreservaat, werd getroffen.